# Fredie Floré
Fredie Floré (Brugge, 1974) is een Belgische ingenieur-architect en hoogleraar aan de KU Leuven.

## Loopbaan
Floré studeerde af als burgerlijk ingenieur-architect aan de Universiteit Gent (1997). Aan dezelfde universiteit behaalde ze haar PhD in de architectuurgeschiedenis (2006). Hierna was Floré werkzaam bij UGent als assistent, postdoctoraal onderzoeker en universitair docent aan de UGent, vakgroep Architectuur en Stedenbouw (1999-2015) en als universitair docent bij de Vrije Universiteit van Amsterdam (2009-2014). Ze is sinds 2014 universitair hoofddocent en hoogleraar aan de KU Leuven.
Tijdens het schrijven van haar masterproef over Karel Elno (1920-1993), een Vlaamse design-, interieur- en architectuurcriticus uit de jaren 50-60, werd haar interesse gewekt voor interieurarchitectuur.
Floré bekleedt verschillende functies, ze is o.a. redacteur bij The Journal of Architecture, lid van de commissie van Tijdschrift voor Interieurgeschiedenis en Design en bestuurslid van International Conferences of Design History and studies (ICDHS).

## Onderzoek
Het onderzoek van Floré richt zich op de representatieve rol van architectuur, interieur en meubelontwerp in de tweede helft van de twintigste eeuw.
Haar PhD resulteerde in het boek Lessen in goed wonen - Woonvoorlichting in België 1945-1958 (2006). Het beschrijft de socio-politieke context van de naoorlogse periode en hoe deze inspeelde op de Belgische wooncultuur. Sindsdien publiceert ze regelmatig artikelen en boeken over onderwerpen gerelateerd aan interieur.
Floré startte in 2020 i.s.m. associate professor Els De Vos (Universiteit Antwerpen) een onderzoek over de opkomst van interieurarchitectuur in België en de impact op de identiteitsvorming van de ontwerpdiscipline in de periode 1945-1996.

## Publicaties (selectie)
| jaartal | publicatie | co-auteurs                                                               | pagina's |
| ------- | --- | ------------------------------------------------------------------------ | -------- |
| 2021    | Beyond Distinction-Based Narratives. Interior Design's Educational History as a Knowledge Base                    | Benoît Vandevoort                                                        | 13-25    |
|         | Cementing the Transatlantic Alliance. The Construction of the Belgian Chancery in Washington, D.C. (1945–1957)    | Bram De Maeyer, Anne-Francoise Morel                                     | 36-68    |
| 2020    | Nachkriegsbelgien, das Bauhaus und die Kunstwerkstede De Coene                                                    | -                                                                        | 135-147  |
|         | Synthesising ‘the problem of the home’. The Buildings and Dwellings Pavilion on the Brussels World’s Fair of 1958 | -                                                                        | 290-309  |
| 2018    | Thinking about Architecture from the Inside: The Collective Interiors of Lacaton & Vassal                         | -                                                                        | 143-152  |
|         | Interiors for Working, Travelling and Shopping. Scenographies for an Internationalizing Society                   | Dirk Laureys                                                             | 278-287  |
| 2017    | The Politics of Furniture. Identity, Diplomacy and Persuasion in Post-War Interiors                               | Cammie McAtee                                                            | -        |
|         | The Interiors of the Belgian Royal Library. An expression of national identity with an international imprimatur   | Hannes Pieters, Cammie McAtee                                            | 62-80    |
|         | Stimulating challenges: the professionalisation of design in post-war Belgium                                     | Katarina Serulus, Javier Gimeno-Martinez                                 | 121-150  |
| 2016    | The Architectural Practice as Breeding Ground for Interior and Furniture Design                                   | -                                                                        | 88-101   |
|         | The legacy of the 7th ICDHS conference in Brussels. 'Design and craft: a history of convergences and divergences' | Javier Gimeno-Martinez, Anna Calvera, Jonathan M Woodham, Helena Barbosa | 28-31    |
| 2015    | Modelinterieurs en modelwoningen op Expo 58                                                                       | Rika Devos                                                               | 32-47    |
| 2014    | Preceding Interieur 1968. Questions for a new biennale                                                            | -                                                                        | 50-59    |
| 2010    | Design and craft: a history of convergences and divergences                                                       | Javier Gimeno Martinez                                                   | 20-23    |